# MŠK Žilina Africa FC
Az MŠK Žilina Africa Football Club egy ghánai labdarúgóklub, amely a ghánai másodosztályban játszik, valamint az MTN FA Kupában is szerepel. A klub székhelye Labadi, Ghána fővárosának, Accrának egy külvárosi része. Hazai mérkőzéseket a La MacDan town parkban játsszák. A klub hivatalos színei: zöld-sárga.

## Története
2018-ban a klubot a szlovák első osztályban játszó MŠK Žilina fiókcsapataként alapították. A 2021-es szezon végén két játékosuk, Maxwell Opoku és Emmanuel Asante csatlakozott az Accra Great Olympicshoz, miután lenyűgöző teljesítményt nyújtottak a szezonban. Utóbbi kilenc mérkőzésen hét gólt szerzett, amivel a bajnokság gólkirálya lett.
Egy játékost már adott magyar csapatnak a klub Amedome Godwords személyében.
A csapat számos játékost adott az anyacsapatnak is: Ivan Anokye Mensah, Henry Addo, Baba Hamza, Richmond Owusu, Abasa Aremeyaw, Samuel Gidi, Michael Lamptey, Eric Bile.

## Anyacsapat
MŠK Žilina (2018–)

## Külső hivatkozások
- MŠK Žilina honlapja
- MŠK Žilina Africa FC Instagram oldala
- MŠK Žilina Africa FC Facebook oldala
- MŠK Žilina Africa FC Global Sports Archive oldala
- MŠK Žilina Africa FC Transfermarkt profilja